# Teatro de Quintal
Teatro de Quintal, também conhecido pela sigla Tq é um grupo de teatro formado em 1979 em Juiz de Fora (Minas Gerais).
O TQ nasceu TEATRO DE QUINTAL em 1979 na pacata cidade de Juiz de Fora (MG, Brasil).
Sua trajetória sempre foi marcada pela pesquisa de linguagens alternativas para espaços alternativos. Por isso foi decisivo seu contato, no início da carreira, com o grupo carioca “TÁ NA RUA” do diretor Amir Haddad.
A influência de Amir Haddad transformou profundamente o projeto estético e político do TQ. Deste relacionamento surgiu uma nova visão do espetáculo e do mundo.
O grupo trabalhou cerca de três anos em espaços abertos (ruas e praças) e a partir de 1983 levou para dentro dos bares o material que vinha desenvolvendo nesses ambientes. Nesta fase, que vai de 83 a 2001 montou mais de 20 espetáculos, que consolidaram o estilo de show de variedades com cenas curtas e interativas, humor ácido e inteligente.
Em 2002 foi convidado a participar da 28ª edição da CAMPANHA DE POPULARIZAÇÃO DO TEATRO, promovida pela AMPARC, pela primeira vez em Juiz de Fora. Selecionou os melhores esquetes do seu repertório e montou "MINEIROS ON THE BEACH". Foi recordista de público e recebeu o Prêmio BONSUCESSO/AMPARC, como destaque.
Em 2004 inaugurou a CLÍNICA DO RISO e montou "DEOS" para comemorar seus 25 anos.
O TQ tem um site ([www.tqjf.com.br]), já lançou um CD ("TÃO BOM QUANTO"), apresentou um programa de humor diário na Rádio Cidade FM ("OS INVASORES") e o programa de TV "PARAYBUNA CONNECTION", uma mesa de debates bem humorada, na TVE JF.
Atualmente o TQ é formado pelo criador, autor e diretor Gueminho Bernardes, pelo sonoplasta Igor F Beats e pelos atores: Roberta Abramo, Marcos Magal, Kadu Campos e Samir Amaral.